# Annemarie Selinko
Annemarie Selinko (* 1. September 1914 in Wien, Österreich-Ungarn; † 28. Juli 1986 in Kopenhagen) war eine österreichisch-dänische Schriftstellerin. Selinko war neben Vicki Baum eine der erfolgreichsten deutschsprachigen Unterhaltungsschriftstellerinnen ihrer Zeit.
Ihr letztes Werk, der Roman Désirée (1951) über Désirée Clary, die ehemalige Verlobte Napoleons und spätere schwedische Königin, wurde als Weltbestseller in 25 Sprachen übersetzt und 1954 mit Marlon Brando und Jean Simmons in Hollywood verfilmt. Er ist ihrer Schwester Liselotte gewidmet, die von den Nazis ermordet wurde.

## Leben
Ihr Vater Felix war einer der drei Gesellschafter der Modeartikelfirma Brüder Selinko, Mutter Grete war eine geborene Wolf. Die Familie war mosaischen Glaubens und konvertierte erst in späteren Jahren zum evangelischen Glauben. Nach dem Besuch der Grundschule und des Gymnasiums in Wien studierte sie einige Semester Sprachen und Geschichte an der Universität Wien, war dann als Journalistin tätig, unter anderem als Österreich-Korrespondentin für die französische Zeitschrift L’Intransigeant.
Als sie 1937 den Unterhaltungsroman Ich war ein häßliches Mädchen veröffentlichte, wurde sie von den Kritikern auf eine Stufe mit Vicky Baum gestellt. Der Roman wurde in zwölf Sprachen übersetzt und verfilmt. Als sie sich 1937 in Genf aufhielt, um einige Politikerinterviews aufzunehmen, lernte sie dort bei einer internationalen Studentenkonferenz Erling Kristiansen kennen. Nach der Heirat mit dem dänischen Diplomaten Kristiansen 1938 lebte sie in Kopenhagen, Stockholm, Paris und London. Durch ihre Heirat wurde sie dänische Staatsbürgerin. Ihr zweiter Wien-Roman Morgen wird alles besser erschien 1939, 1940 Heut heiratet mein Mann.
Als im Zweiten Weltkrieg Dänemark von den Deutschen besetzt wurde, schloss sich Selinko der Widerstandsbewegung an und wurde 1943 für kurze Zeit von der Gestapo inhaftiert. Mit ihrem Mann konnte sie in einem offenen Fischerboot nach Schweden flüchten und arbeitete in Stockholm bei einer Nachrichtenagentur. Gegen Kriegsende war sie als Dolmetscherin beim Hilfswerk des Roten Kreuzes tätig. Ihre Mutter und ihre Schwester wurden in Österreich Opfer des Holocaust.
1948 kam ihr Sohn Michael zur Welt, der in jungen Jahren tödlich verunglückte.
Als sie 72-jährig in ihrer Wahlheimat Dänemark starb, wurde sie auf dem Friedhof der Kopenhagener Vorortgemeinde Hellerup beigesetzt. Ihr beträchtliches Vermögen hatte die Bestsellerautorin dem Annemarie og Erling Kristiansens Fond gewidmet, der Stipendien für jüngere Mitarbeiter des dänischen Außenministeriums und Studierende der Wirtschaftswissenschaften an der Universität Kopenhagen vergibt. Der Mikael-Kristiansen-Preis erinnert an den verstorbenen Sohn des Paares.

## Werke
- Ich war ein häßliches Mädchen. Zeitbildverlag, Wien 1937.
- Morgen ist alles besser. Zeitbildverlag, Wien 1938.
- Heut  heiratet mein Mann. Allert de Lange, Amsterdam 1940. Auch als: Heute heiratet mein Mann. Neues Österreich, Wien 1950.
- Désirée. Allert de Lange, Amsterdam 1951. Auch: Kiepenheuer & Witsch, Köln 1951. Aktuelle Ausgabe: Kiepenheuer & Witsch, Köln 2002, ISBN 3-462-03102-3. E-Book: Kiepenheuer & Witsch, Köln 2010, ISBN 978-3-462-30156-4.

## Verfilmungen
- 1939: Morgen gaat 't beter – Regie: Friedrich Zelnik – Darsteller: Lily Bouwmeester
- 1943:  I dag givter sig min man (Heut heiratet mein Mann – Schwedisch)
- 1948: Morgen ist alles besser – Regie: Arthur Maria Rabenalt
- 1954: Désirée – Regie: Henry Koster – Buch: Daniel Taradash – Darsteller: Marlon Brando als Napoléon Bonaparte, Jean Simmons als Désirée Clary; zwei Oscar-Nominierungen (Ausstattung und Kostüm)
- 1955: Ich war ein häßliches Mädchen – Regie: Wolfgang Liebeneiner – Darsteller: Sonja Ziemann als Anneliese, Dieter Borsche als Claudio Pauls
- 1956: Heute heiratet mein Mann – Regie: Kurt Hoffmann – Darsteller: Liselotte Pulver als Thesi, Johannes Heesters als Robert Petersen, Paul Hubschmid als Georg Lindberg, Gustav Knuth als Karl Nielsen. Verfilmt wurde nur der Handlungsstrang, der die Beziehung Thesis zu ihrem geschiedenen Mann [im Buch: Sven Poulsen] schildert, alles andere, insbesondere die zeitgeschichtlichen Bezüge, wurden weggelassen. Die Handlung spielt nicht einmal mehr in Dänemark.
- 1957: Es wird alles wieder gut – Regie: Géza von Bolváry – Darsteller: Johanna Matz, Bernhard Wicki
- 2006: Heute heiratet mein Mann – Regie: Michael Kreihsl – Darsteller: Aglaia Szyszkowitz, Walter Sittler, Friedrich von Thun, Fernsehverfilmung